# Academia Politécnica do Porto

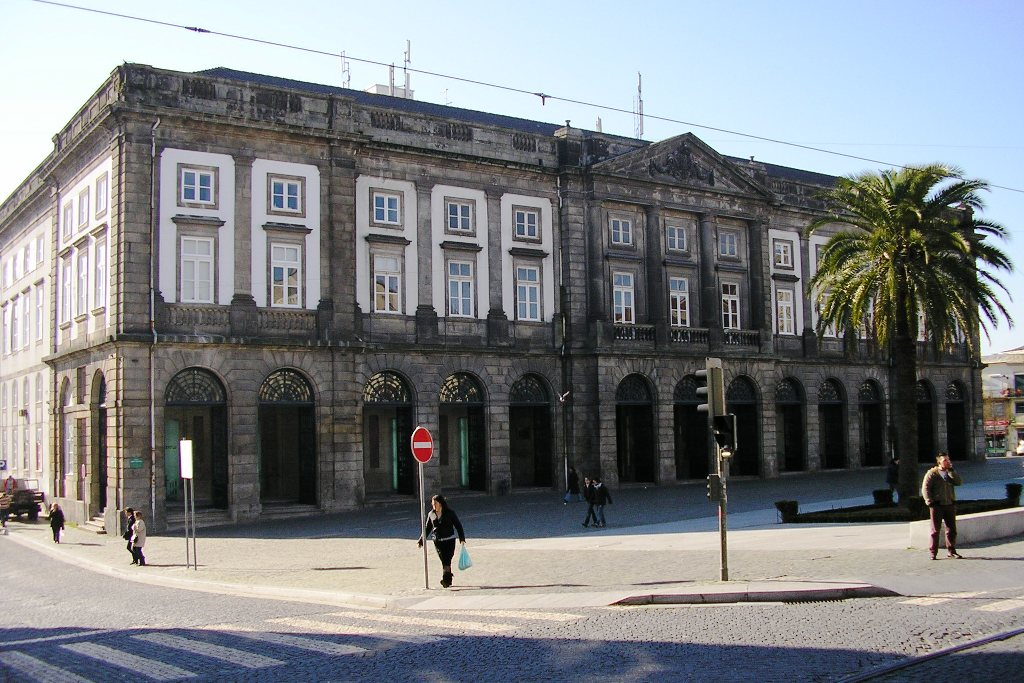
Antiguo edificio de la Academia Politécnica do Porto.

La Academia Politécnica do Porto se encuentra en la ciudad y el condado de Oporto,  distrito de Oporto en Portugal. Ha existido desde 1836 a 1911, fue una institución técnica de educación superior establecido por el Gobierno de Passos Manuel, con el fin de implantar las ciencias industriales en el país. Su ubicación en la ciudad de Oporto se justifica teniendo en cuenta que "la ciudad populosa y rica de Oporto es el lugar más apropiado por su comercio extenso y muchas otras circunstancias ".
La institución sucedió a la Academia Real de Marinha e Comércio y fue la precursora de la actual Faculdade de Ciências e Faculdade de Engenharia da Universidade do Porto, una institución creada en 1911 .

## Historia
La institución fue creada por decreto del 13 de enero de 1837, en sustitución de la Academia Real de Marinha e Comércio, abolida por el mismo decreto.
No estando equipada con las instalaciones necesarias, sin lugares adecuados, sin maestros de los que carecían, de la Academia Politécnica do Porto tuvo un comienzo lento y difícil. También eran conscientes de estas dificultades al no querer admitir que la nueva institución tuviera un carácter universitario, entonces privilegio exclusivo de la Universidad de Coímbra.
La supervivencia de la institución ha sido repetidamente ayudado por la Municipalidad de Oporto  y otras instituciones, en particular para hacer frente a la insuficiencia crónica de las instalaciones,  ya que  el edificio propio no se materializó hasta mucho más tarde.
La enseñanza administraba fue evolucionado a lo largo de los años, siendo revisado en varias ocasiones, un proceso en el que el Consejo Académico de la institución fue generalmente liderante. La última reforma importante implantada para la educación en la Academia Politécnica de Oporto fue promulgada en 1885 y revisada en 1893, 1895 y 1897, año en que apareció por primera vez en el país la enseñanza de Electrotecnia, entre ellos el Curso de Tecnología Industrial de Ingenieros civiles industriales.
Con la creación en 1911 de la Universidad de Oporto, una de las primeras reformas importantes de la Primera República Portuguesa, la Academia Politécnica de Oporto se unió a la nueva institución, constituyendo, en su mayor parte, la Escuela de Ingeniería adscrito a la Facultad de Ciencias de la nueva Universidad, siendo plenamente integrada en 1915.